# Festuca argentina
Festuca argentina là một loài thực vật có hoa trong họ Hòa thảo. Loài này được (Speg.) Parodi mô tả khoa học đầu tiên năm 1935.